# Adventure Time (film)
Adventure Time, creato da Pendleton Ward, è un corto animato ed episodio pilota della serie omonima di Cartoon Network.
Sia il corto che la serie hanno elementi in comune, ma differiscono leggermente per impostazione, concezione e sceneggiatura, soprattutto per quanto riguarda l'ambientazione post-apocalittica, esclusiva della serie TV.
Ha ottenuto una nomination per il miglior cortometraggio d'animazione agli Annie Award nel 2007.

## Trama
Il corto si incentra su un ragazzo di nome Pen (che nella serie animata verrà rinominato Finn) e Jake, un cane parlante in grado di cambiare forma e dimensione. Essi vengono a sapere da Iridella che Re Ghiaccio ha rapito la Principessa Gommarosa, sperando di sposarla, e si dirigono dunque verso l'abitazione del Re. Il ragazzo ingaggia una lotta contro il vecchio, mentre Jake resta al di fuori a flirtare con Iridella, ignorandoli. Quando Pen sembra avere la meglio, Re Ghiaccio usa i suoi poteri per congelarlo. A questo punto la mente di Pen viene trasportata indietro nel tempo e su Marte, dove ha una breve conversazione con Abraham Lincoln, che lo motiva e lo sprona a credere in se stesso. Tornato nel presente, l'avventuriero distrugge il blocco di ghiaccio in cui era imprigionato, appena in tempo per vedere il suo nemico volare via con Gommarosa, al che, grazie alle gambe allungabili di Jake, i due li inseguono e liberano la principessa. Il cane scaraventa la corona magica dalla testa di Re Ghiaccio, privandolo dei poteri e facendolo precipitare. Infine la principessa, in segno di ringraziamento, dà un bacio a Pen, che è felice ma al contempo imbarazzato. Appena dopo, alcuni ninja lì vicino rubano i diamanti di un vecchio ed entrambi gli avventurieri corrono all'inseguimento dei malfattori.

## Personaggi e interpreti
- Pen (doppiato da Zack Shada): uno dei due protagonisti. Secondo Ward è un ragazzino che ha appena iniziato ad uscire. Nella serie, il suo nome diventerà Finn e sarà doppiato da Jeremy Shada, fratello minore di Zack.[2]
- Jake (doppiato da John DiMaggio): l'altro protagonista, amico di Pen. DiMaggio continuerà a doppiare il personaggio nella serie.
- Princess Bubblegum (doppiata da Paige Moss): descritta dall'autore come la "tipica ragazza da salvare". Successivamente sarà doppiata da Hynden Walch nella serie.
- Rainicorn (doppiata da Dee Bradley Baker): sarà successivamente rinominata Lady Rainicorn nella serie e verrà doppiata da Niki Yang. Infatti, mentre nel corto emette solo dei versi incomprensibili, nella serie parla coreano.
- Ice King (doppiato da John Kassir): l'antagonista. Ward lo definisce un "pazzoide" (nutbar), in un'intervista.[3] Kassir sarà sostituito da Tom Kenny.
- Abraham Lincoln (doppiato dallo stesso Pendleton Ward): parla con Pen e lo motiva.

## Produzione

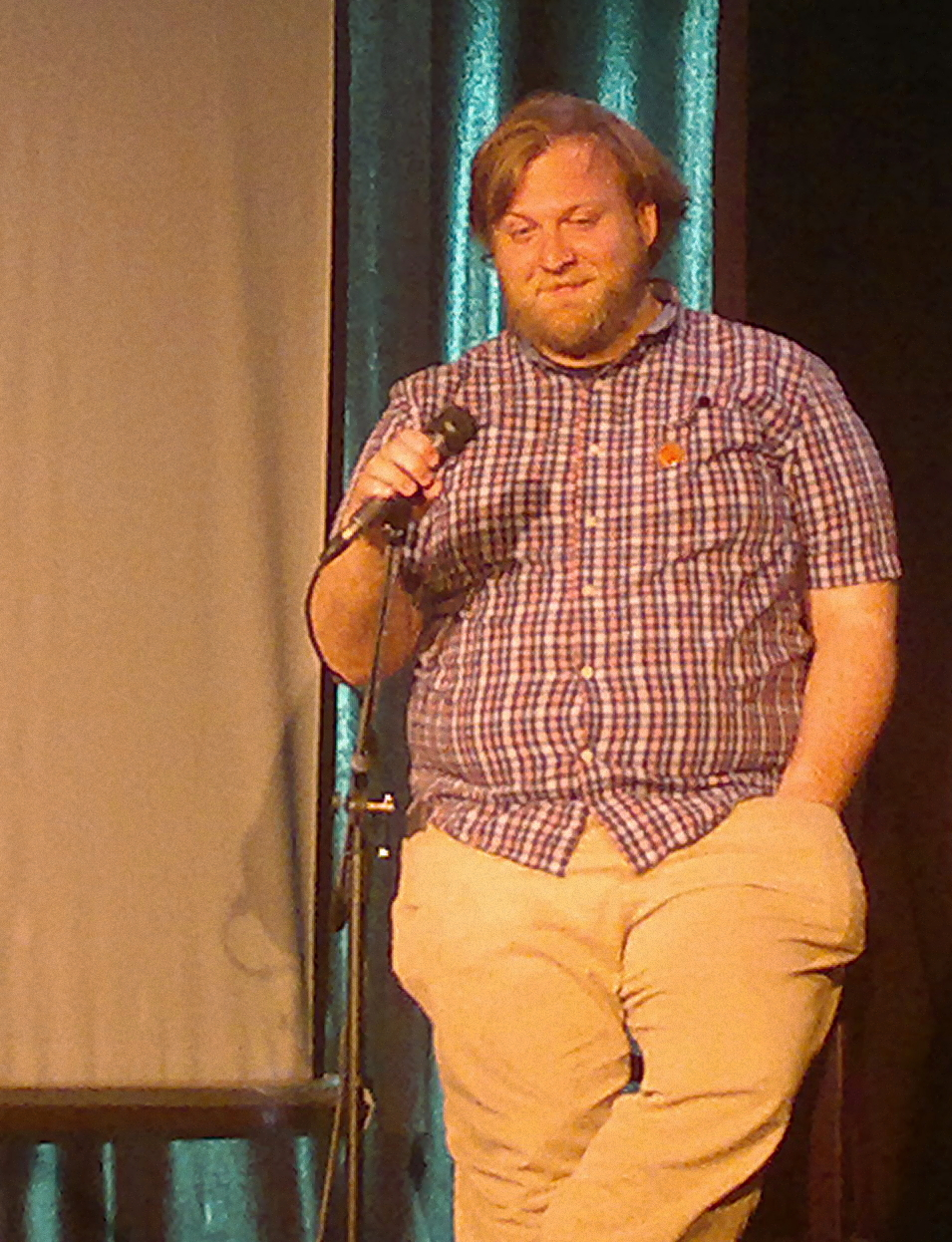
Pendleton Ward nel 2011

A detta dello stesso creatore, Pendleton Ward, lo stile del corto è stato influenzato dalla sua esperienza all'istituto delle arti della California (CalArts). Si tratta infatti del suo primo lavoro dopo la laurea, per il quale fu contattato da Eric Homan, vicepresidente dello Sviluppo ai Frederator Studios, dopo che questi aveva visto uno dei suoi film ad una proiezione della CalArts. Homan gli consigliò di proporre una sua idea alla Frederator per Random! Cartoons, uno show che raccoglieva vari spezzoni animati. Ward impiegò circa due settimane a produrre lo storyboard e, quando questo fu sottoposto in studio, accompagnò lui stesso i disegni con una chitarra, suonando la colonna sonora.
Inizialmente Fred Seibert, CEO di Frederator, non era molto convinto, in quanto riteneva l'idea carente di potenziale commerciale. Tuttavia Homan lo convinse ad appoggiare il progetto, dato che lo stesso Seibert aveva riso di gusto alla presentazione, evento piuttosto raro. Dunque il corto Adventure Time fu approvato e messo in produzione.
Ward assunse molti dei suoi amici della CalArts per collaborare al progetto, tra cui Adam Muto, l'unico che rimarrà poi a lavorare anche sulla serie omonima, come co-produttore esecutivo e showrunner. La produzione terminerà nella primavera del 2006.

## Promozione e distribuzione
Successivamente all'anteprima dell'11 gennaio 2007 su Nicktoons Network come corto indipendente, diventa virale sulla rete: ad aprile 2008 era stato visto più di 3.000.000 volte a detta di Fred Seibert, fondatore di Frederator Studios. Viene poi messo in onda all'interno di Random! Cartoons il 7 dicembre.
Dato il successo, Frederator propone di lanciare una serie su Nicktoons, senza però riscontrare consensi da parte di Nickelodeon, per cui lo studio si rivolge a Cartoon Network, che accetta di produrre una serie a patto che Ward riesca a dimostrare che il corto animato non fosse solo una meteora. Inizialmente, Ward presenta un primo storyboard raffigurante un appuntamento tra Finn e Gommarosa a cena con degli spaghetti. Tuttavia questa storia non soddisfa lo studio, che chiedeva un episodio in cui fossero presenti gli stessi elementi che avevano reso speciale il corto originale, come il balletto iniziale, il "momento Abramo Lincoln" e l'imbarazzante momento principessa/bacio finale. Di conseguenza Ward crea un primitivo storyboard per l'episodio Il libro dell'eroe, tentando quindi di emulare lo stile dell'episodio pilota. Infine, Cartoon Network approva la prima stagione nel settembre 2008, di cui Il libro dell'eroe è il primo episodio ad entrare in produzione.